# Isola Zelënyj (Golfo dell'Ura)
L'isola Zelënyj (in russo остров Зелёный, ostrov Zelënyj) è un'isola russa, bagnata dal mare di Barents.
Amministrativamente fa parte del Kol'skij rajon, dell'oblast' di Murmansk, nel Circondario federale nordoccidentale.

## Geografia
L'isola è situata nella parte più interna del golfo dell'Ura (губа Ура), nella parte sudoccidentale del mare di Barents. Dista dalla terraferma, nel punto più vicino, circa 610 m.
Zelënyj è un'isola dalla forma triangolare, con il vertice rivolto a sud. Si trova a sudest dell'ingresso della baia dell'Urica (губа Урица) e a nordest della baia Pachta (бухта Пахта).

Misura circa 850 m di lunghezza lungo la base a nord e 535 m di larghezza massima. Nella parte nordorientale, raggiunge l'altezza massima di 72 m s.l.m.

Presso il vertice meridionale dell'isola si trova un faro.

## Isole adiacenti
Nelle vicinanze di Zelënyj si trova:
- Isola Medved' (остров Медведь), 775 m a sud, è un'isola di forma irregolare, situata tra la baia Pachta e la baia Čan (губа Чан), a nord della foce dell'Ura (река Ура). (69°18′03″N 32°52′37″E)

Molto più a nord, all'ingresso del golfo dell'Ura, si trovano la grande isola Šalim e l'isola Eretik con le molte isolette che le circondano.